# シメオニー・アマゴアリク
シメオニー・アマゴアリク（Simeonie Amagoalik、1933年5月1日 - 2011年3月2日）は、カナダの彫刻家。ケベック州イヌクジュアク出身。イヌイットである。
ヌナブト準州レゾリュートに住み創作活動を行っていた。2009年からは町の助役を務めていた。